# مرسی (دهانه)
مرسی یک دهانه برخوردی در ماه‌ است.

## دهانه‌های اقماری
این دهانه ۲ دهانه اقماری دارد.
| Marci | عرض جغرافیایی | طول جغرافیایی | قطر          |
| ----- | ------------- | ------------- | ------------ |
| C     | ۲۴.۳° N       | ۱۶۵.۴° W      | ۲۶.۰ کیلومتر |
| B     | ۲۵.۲° N       | ۱۶۶.۳° W      | ۲۸.۰ کیلومتر |